# Kurtzina cyrene
Kurtzina cyrene é uma espécie de gastrópode do gênero Kurtziella, pertencente a família Mangeliidae.